# Gai Bíbul
Gai Bíbul (en llatí Caius Bibulus) va ser un magistrat romà.
Era edil curul l'any 22 durant el regnat de Tiberi. Probablement és la mateixa persona que Luci Publici Bíbul, un edil plebeu al que el senat romà va donar un lloc fix d'enterrament per a ell i la seva descendència.